# أرتورو ديل برتو
أرتورو ديل برتو (بالإنجليزية: Arturo Del Puerto)‏ هو ممثل أمريكي بدأ مسيرته الفنية سنة 2009.

## الأعمال

### أفلام
- يوم الاستقلال: عودة (2016)
- جولة مع شرطي 2 (2016) (بدور: ألونسو)
- 30 ليلة من نشاط خارق مع الشيطان داخل الفتاة ذات وشم التنين (2013)

### مسلسلات
- اخشوا الموتى السائرون
- إن سي آي إس
- سي اس آي: التحقيق في موقع الجريمة
- الجسر
- بونز
- تاتش
- ذا منتاليست

## روابط خارجية
- أرتورو ديل برتو على موقع IMDb (الإنجليزية)
- أرتورو ديل برتو على موقع قاعدة بيانات الفيلم (الإنجليزية)